# Arnaldo Espínola
Arnaldo Andrés Espínola Benítez (* 3. Mai 1975 in Asunción) ist ein ehemaliger paraguayischer Fußballspieler. Der Abwehrspieler bestritt drei Länderspiele für Paraguay und wurde auf Vereinsebene fünf Mal nationaler Meister.

## Karriere

### Verein
Arnaldo Espínola begann seine Profikarriere 1994 bei Sportivo Luqueño. 1997 wechselte der Defensivakteur zu seiner ersten Auslandsstation nach Brasilien zu Internacional Porto Alegre. Außer in Vereinen in Paraguay spielte der Verteidiger auch in Chile bei Universidad de Chile sowie dem CD Huachipato und in Argentinien bei Talleres de Córdoba. Bis 2009 spielte er noch auf höchstem Niveau in der paraguayischen Primera División und wechselte dann in die zweite Liga seines Heimatlandes, wo er 2011 seine Karriere bei Fernando de la Mora beendete. Mit Libertad, Cerro Porteño und Nacional Asunción gewann Espínola insgesamt vier Mal die paraguayische Meisterschaft. Dazu kommt der Gewinn der Apertura 2004 mit Universidad de Chile.

### Nationalmannschaft
In der A-Nationalmannschaft bestritt Espínola drei Länderspiele. Er debütierte beim Freundschaftsspiel im Juni 1996 gegen Armenien. Ein Jahr später nahm der Verteidiger an der Copa América 1997 teil und bestritt das Viertelfinalspiel gegen Brasilien, in dem Paraguay nach einer 0:2-Niederlage aus dem Turnier ausschied. Das letzte Länderspiel absolvierte Espínola im April 1999 beim Freundschaftsspiel gegen Kolumbien.

## Erfolge
Libertad
- Paraguayischer Meister: 2002, 2003

U de Chile
- Chilenischer Meister: 2004-A

Cerro Porteño
- Paraguayischer Meister: 2005

Nacional
- Paraguayischer Meister: 2009-C